# Concrete Cowboy
Concrete Cowboy é um filme americano de faroeste de 2020 dirigido por Ricky Staub, com um roteiro de Staub e Dan Walser, baseado no romance Ghetto Cowboy de Greg Neri. É estrelado por Idris Elba, Caleb McLaughlin, Jharrel Jerome, Lorraine Toussaint, Byron Bowers e Method Man.
Concrete Cowboy teve sua estreia mundial no Festival Internacional de Cinema de Toronto em 13 de setembro de 2020, e foi lançado na Netflix em 2 de abril de 2021.

## Premissa
O filme é sobre um menino de 15 anos de Detroit que é enviado para viver com seu pai distante na Filadélfia e aprende sobre os cowboys urbanos locais.

## Elenco
- Idris Elba como Harp
- Caleb McLaughlin como Cole
- Jharrel Jerome como Smush
- Lorraine Toussaint como Nessie
- Byron Bowers como Rome
- Clifford "Method Man" Smith como Leroy
- Ivannah-Mercedes como Esha
- Devenie Young como Trina
- Peter Shields e Aidan White como Drug Deal Buyers

## Produção
Em agosto de 2019, foi anunciado que Idris Elba, Caleb McLaughlin, Jharrel Jerome, Lorraine Toussaint, Byron Bowers e Method Man se juntaram ao elenco do filme, com Ricky Staub dirigindo em sua estreia na direção de um roteiro feito por ele e Dan Wasler,  baseado no romance Ghetto Cowboy de Greg Neri. Elba e Lee Daniels foram produtores do filme. O papel de Amahle foi originalmente escrito para ser uma viciada em drogas, e quando Liz Priestley fez o teste para o papel, ela acumulou alguns dias de privação de sono para tornar sua performance crível. Posteriormente, a personagem foi reescrita para ser uma enfermeira.
As filmagens começaram no norte da Filadélfia em agosto de 2019. Staub teve a ideia do filme ao ver um homem andando a cavalo em uma rua da Filadélfia, o que o levou a pesquisar o Fletcher Street Urban Riding Club e descobrir o livro de Neri.

## Lançamento
O filme foi definido para ter sua estreia mundial no Festival de Cinema de Telluride em setembro de 2020, antes de seu cancelamento devido à pandemia de COVID-19. Sua estreia mundial foi então no Festival Internacional de Cinema de Toronto em 13 de setembro de 2020. Em outubro de 2020, a Netflix adquiriu os direitos de distribuição do filme para um lançamento em 2021. Em março de 2021, foi anunciado que o filme seria lançado em 2 de abril de 2021.

## Recepção
No site agregador de resenhas Rotten Tomatoes, o filme tem uma classificação de aprovação de 78% com base em 83 resenhas, com uma classificação média de 6,4/10. O consenso dos críticos do site diz: "Bem atuado e solidamente dirigido, Concrete Cowboy lassos uma elevação à moda antiga com sua história de pai e filho em um canto pouco visto da cultura americana." No Metacritic, tem uma  pontuação média de 68 em 100, com base em 26 críticos, indicando "avaliações geralmente favoráveis".